# François Leclerc (homme politique)
Pour les articles homonymes, voir Leclerc.
François Leclerc est un homme politique français né le 30 novembre 1796 à Nancy (Meurthe-et-Moselle) et décédé le 29 juillet 1875 à Nancy.
Maitre serrurier à Nancy, il est député de la Meurthe de 1848 à 1849, siégeant à gauche avec les républicains.